# Silverburn
Silverburn (manx Awin Rosien) – rzeka w południowej części Wyspy Man przepływająca przez miasto Castletown i uchodząca do zatoki Castletown Bay.